# Marek Hanousek
Marek Hanousek (ur. 6 sierpnia 1991 w Dolních Kralovicach) – czeski piłkarz występujący na pozycji pomocnika w polskim klubie Widzew Łódź.

## Sukcesy

### Viktoria Pilzno
- Mistrzostwo Czech: 2012/2013